# Gare de La Haye-Fouassière
Gare de La Haye-Fouassière vasútállomás Franciaországban, La Haie-Fouassière településen.

## Vasútvonalak
Az állomást az alábbi vasútvonalak érintik:
- Nantes–Saintes-vasútvonal

## Kapcsolódó állomások
A vasútállomáshoz az alábbi állomások vannak a legközelebb:
- Gare de Vertou
- Gare du Pallet